# Étienne Becker
Étienne Becker (Parigi, 1º maggio 1936 – Clichy, 11 dicembre 1995) è stato un direttore della fotografia francese.

## Riconoscimenti
- Premio César per la migliore fotografia
  - 1976: candidato - Frau Marlene
  - 1977: candidato - Professione... giocattolo

## Filmografia parziale

### Direttore della fotografia
- Chappaqua, regia di Conrad Rooks (1966)
- L'Amour fou, regia di Jacques Rivette (1969)
- Noi tre soltanto (Three), regia di James Salter (1969)
- OSS 117 prend des vacances, regia di Pierre Kalfon (1970)
- Ultimo domicilio conosciuto (Dernier domicile connu), regia di José Giovanni (1970)
- La barca sull'erba (Le bateau sur l'herbe), regia di Gérard Brach (1970)
- L'uomo dal cervello trapiantato (L'homme au cerveau greffé), regia di Jacques Doniol-Valcroze (1971)
- Non toccare la donna bianca, regia di Marco Ferreri (1974)
- Il clan degli imbroglioni (La gueule de l'emploi), regia di Jacques Rouland (1974)
- Il segreto (Le secret), regia di Robert Enrico (1974)
- Umano troppo umano (Humain, trop humain), regia di Louis Malle e René Vautier (1975)
- Frau Marlene (Le vieux fusil), regia di Robert Enrico (1975)
- Police Python 357, regia di Alain Corneau (1976)
- Professione... giocattolo (Le jouet), regia di Francis Veber (1976)
- Quanto rompe mia moglie (Vas-y maman), regia di Nicole de Buron (1978)
- Vi amo (Je vous aime), regia di Claude Berri (1980)
- Gioco in villa (Une étrange affaire), regia di Pierre Granier-Deferre (1981)
- L'estate assassina (L'été meurtrier), regia di Jean Becker (1983)
- L'amico di Vincent (L'ami de Vincent), regia di Pierre Granier-Deferre (1983)
- Élisa, regia di Jean Becker (1995)

### Attore
- La jetée, regia di Chris Marker - cortometraggio (1962)